# Francesco I d'Este, Duce de Modena
Francesco I d'Este (n. 6 septembrie 1610, Modena, Italia – d. 14 octombrie 1658, Santhià, Piemont, Italia) a fost Duce de Modena și Reggio din 1629 până la moartea sa. Fiul cel mare al lui Alfonso al III-lea d'Este, Duce de Modena, el a devenit duce suveran după abdicarea tatălui său.

## Biografie
Ciuma din 1630-1631 a ucis 70% din locuitorii din Modena. În 1631 Francesco s-a căsătorit cu Maria Caterina Farnese (1615-1646), fiica lui Ranuccio I Farnese, Duce de Parma. Prin această căsătorie, el a avut o fiică, Isabella d'Este. După izbucnirea Războiului de Treizeci de Ani, el s-a situat de partea Spaniei și a invadat ducatul de Parma, dar după o vizită în Spania unde a pretins răsplata, el a putut dobândi doar Correggio.
Mai târziu a urmat Primul Război de la Castro, în care Modena lui Francesco s-a alăturat Veneției și Florenței și de partea ducilor de Parma împotriva Papei Urban al VIII-lea, cu scopul de a recuceri Ferrara. Războiul s-a încheiat fără nici un câștig special pentru modenezi. Cum din nou nu a venit nici un ajutor din partea Spaniei, Francesco s-a aliat cu Franța, prin mijlocirea Cardinalului Mazarin. Când însă el nu a reușit să cucerească Cremona, și cum situația din Războiul de Treizeci de Ani părea să fie favorabilă pentru Spania, Ducele a solicitat un acord cu Mazarin. El a returnat serviciul Franței prin căsătoria fiului și moștenitorului său Alfonso cu Laura Martinozzi, nepoata lui Mazarin.
După succesul rezistenței față de invazia spaniolă de pe teritoriile lor din Milano, el a luptat alături de Franța și Savoia, cucerind Alessandria și Valenza în 1656-1657, cu ajutorul fiului său. În 1658 a cucerit Mortara, dar, lovit de malarie, a murit în Santhia puțin mai târziu. După moartea Mariei în 1646, s-a căsătorit cu sora ei, Vittoria Farnese care a murit 1649.
Ultima lui căsătorie a fost cu Lucrezia Barberini (1628–1699), fiica lui Taddeo Barberini, cu care trupele sale au luptat în primul război de la Castro.
Francesco a avut unsprezece copii, dintre care doi din ei, Alfonso și Rinaldo, au devenit mai târziu Duci de Modena.
Deși a fost un comandant militar priceput, Francesco a fost renumit pentru caracterul său drept și idealurile religioase. El a îmbogățit Modena cu construcția Palatului Ducal din Modena, marele Teatro della Spelta, Villa delle Pentetorri, un port de pe canalul lărgit Naviglio și restaurarea Cittadella.

## Descendenți
Cu Maria Caterina Farnese:
1. Alfonso d'Este, Prinț Ereditar de Modena (1632), a murit în copilărie.
2. Alfonso al IV-lea d'Este, Duce de Modena (2 februarie 1634 – 16 iulie 1662), căsătorit cu Laura Martinozzi, părinții reginei Mary de Modena.
3. Isabella d'Este (3 octombrie 1635 – 21 august 1666) căsătorită cu Ranuccio al II-lea Farnese, Duce de Parma; a avut copii.
4. Eleonora d'Este (1639–1640), a murit în copilărie.
5. Tedaldo d'Este (1640–1643), a murit în copilărie.
6. Almerigo d'Este (8 mai 1641 – 14 noiembrie 1660), a murit la 19 ani
7. Eleonora d'Este (2 ianuarie 1643 – 24 februarie 1722), călugăriță
8. Maria d'Este (8 decembrie 1644 – 20 august 1684), căsătorită cu Ranuccio al II-lea Farnese, Duce de Parma; a avut copii.
9. Tedaldo d'Este (1646), a murit în copilărie.

Cu Vittoria Farnese:
1. Vittoria d'Este (24 august 1649 – 1656).

Cu Lucrezia Barberini:
1. Rinaldo d'Este, Duce de Modena (26 April 1655 – 26 octombrie 1737), căsătorit cu Ducesa Charlotte Felicitas de Brunswick-Lüneburg; a avut copii.